# Rhodostrophia xesta
Rhodostrophia xesta är en fjärilsart som beskrevs av Louis Beethoven Prout 1935. Rhodostrophia xesta ingår i släktet Rhodostrophia och familjen mätare. Inga underarter finns listade.